# Phyllomya formosana
Phyllomya formosana là một loài ruồi trong họ Tachinidae.